# 牌楼镇 (海城市)
牌楼镇，是中华人民共和国辽宁省鞍山市海城市下辖的一个乡镇级行政单位。

## 行政区划
牌楼镇下辖以下地区：
牌楼社区、下房身社区、南沟社区、金家社区、庙沟社区、杨家甸社区、牌楼社区、北炒铁村、南炒铁村、黄堡村、大旺村、三角村、宋家村和梨树沟村。